# Pace di Kütahya
La pace di Kütahya (in arabo اتفاقية كوتاهيه‎?, Ittifāqiyya Kūtāhya, ossia "Accordo di Kütahya") del 1833 pose fine alla guerra ottomano-egiziana (1831-1833), provocata dalle mire espansionistiche della dinastia alawita sul litorale levantino. Gli accordi vennero negoziati per conto dell'impero ottomano dall'impero russo. A seguito del trattato, il viceré d'Egitto Mehmet Ali estese il suo dominio su Creta e Hijaz e ottenne la nomina del suo principe ereditario Ibrāhīm Pascià a wālī della Siria.